# Martin Chromiak
Martin Chromiak (* 20. August 2002 in Ilava) ist ein slowakischer Eishockeyspieler, der bei den Los Angeles Kings aus der National Hockey League unter Vertrag steht und seit 2022 für deren Farmteam Ontario Reign in der American Hockey League zum Einsatz kommt.

## Karriere
Martin Chromiak begann seine Karriere in der Nachwuchsabteilung des MHK Dubnica. Als 14-Jähriger wechselte er zum HK Dukla Trenčín, mit dem er 2018 slowakischer U18-Meister und ein Jahr später U20-Meister wurde. Nachdem er beim CHL Import Draft 2019 von den Kingston Frontenacs als insgesamt zweiter Spieler gezogen worden war, wechselte er im Dezember des Jahres in die kanadische Juniorenliga Ontario Hockey League und wurde dort in das Second All-Rookie-Team gewählt, bevor er beim NHL Entry Draft 2020 an 128. Stelle in der fünften Runde von den Los Angeles Kings aus der National Hockey League ausgewählt wurde. Trotzdem kehrte er zunächst nach Trenčín zurück und spielte eine Saison in der Extraliga. Im April 2021 holten die Kings ihn nach Nordamerika und er kam zu zwei Einsätzen bei deren Farmteam Ontario Reign in der American Hockey League. Die Folgeserie spielte er wieder bei den Kingston Frontenacs. Seit 2022 ist er Stammspieler bei Ontario Reign.

### International
Im Juniorenbereich nahm Chromiak an der U18-Weltmeisterschaft 2019, der U20-Weltmeisterschaft 2021 und der abgebrochenen U20-Weltmeisterschaft 2022 teil.
Martin Chromiak spielte erstmals bei der Weltmeisterschaft 2023 ein großes Turnier für die slowakische Nationalmannschaft.

## Erfolge und Auszeichnungen
- 2018 Slowakischer U18-Meister mit dem HK Dukla Trenčín
- 2019 Slowakischer U20-Meister mit dem HK Dukla Trenčín
- 2020 OHL Second All-Rookie Team